# 植原体属
植原体属（学名：Phytoplasma）通称植原体、植物菌質體，是寄生于植物韧皮部的一类无细胞壁的原核致病菌。